# Nemoria peruviana
Nemoria peruviana är en fjärilsart som beskrevs av Louis Beethoven Prout 1916. Nemoria peruviana ingår i släktet Nemoria och familjen mätare. Inga underarter finns listade i Catalogue of Life.